# Tenji
Tenji (giapponese: 天智天皇, Tenji Tennō; 626 – Ōtsu, 7 gennaio 672) è stato il 38º imperatore del Giappone.

## Biografia

### Principe ereditario
Prima della ascesa al trono imperiale era noto come Principe Katsuragi(葛城皇子) e in seguito Principe Nakanooe (中大兄皇子).
Figlio degli imperatori Jomei e Kōgyoku, sposò la principessa Yamatohime, figlia del principe Furuhitonooe suo fratello.

Nel 645, durante il regno della madre (l'imperatrice Kōgyoku), Tenji si alleò con Nakatomi no Kamatari e fece assassinare il potente ministro Soga no Iruka, ponendo così fine alla forte ingerenza dei Soga sugli affari di Stato e sulla famiglia imperiale.

L'imperatrice, fortemente colpita da tale evento, abdicò e lo nominò erede al trono. Tenji declinò l'offerta in favore del fratellastro della madre, il principe Karu, che divenne imperatore col nome di Kōtoku, dal quale si fece proclamare erede al trono. Il nuovo sovrano trasferì il trono da Asuka-kyō alla vicina Naniwa, l'odierna Osaka, il cui porto divenne il più importante della corte Yamato.
Nel secolo precedente, i Soga erano stati tra i primi nobili ad abbracciare il buddhismo, introdotto nella prima metà del VII secolo dalla Corea, e la loro influenza sul sovrano era cresciuta al punto che tale dottrina divenne religione di corte. Ciò aveva scatenato un interminabile conflitto tra gli stessi Soga ed i principali clan di Yamato devoti allo shintoismo, i Mononobe ed i Nakatomi, che osteggiarono le riforme introdotte dai Soga.
Il declino dei Soga segnò la fine di un'era, la struttura dello stato venne riorganizzata con la promulgazione degli editti di riforma di Taika, ed il potere venne accentrato maggiormente nella capitale, con l'abolizione dei titoli di tipo feudale conferiti ai capi-clan delle altre province giapponesi. Il buddhismo, ormai diffusosi tra l'aristocrazia, non fu sradicato, ma tornarono ad avere grande importanza a corte i riti shinto. I capi del clan Nakatomi erano per tradizione i maestri di tali riti ed il suo membro più importante di quel periodo, Nakatomi no Kamatari, prese il posto dei Soga al vertice della gerarchia nobiliare di governo. Divenne così il fondatore del potente clan Fujiwara, dopo che gli fu attribuito il nuovo nome Fujiwara no Kamatari. Gli altri rami della famiglia continuarono a mantenere l'importante ruolo ed il nome Nakatomi.
Alla morte di Kotoku, nel 654 Tenji preferì conservare la carica di principe ereditario ed insediare nuovamente sul trono la madre, che divenne imperatrice con il nuovo nome di Saimei e tornò a risiedere nel vecchio palazzo Itabuki no miya di Asuka-kyō. L'anno successivo la corte si spostò dapprima nel palazzo Kawahara no Miya, poi in quello di Okamoto no Miya, che era stato ricostruito, sempre ad Asuka-kyō. Saimei era stata imperatrice consorte di Jomei nel precedente palazzo Okamoto, dal 630 al 636.
Nel 660, il regno alleato coreano di Paekche (in giapponese: Kudara) cadde nelle mani del regno di Silla (giapponese: Shiragi), alleato ai cinesi della dinastia Tang. Il principe decise l'intervento militare a supporto di Paekche, che era caro ai sovrani di Yamato perché da questo regno coreano era stato introdotto alla corte giapponese il buddhismo più di un secolo prima.

### Principe reggente
Nel 661 fu pianificato l'attacco e, per l'occasione, la capitale fu spostata da Asuka-kyō alla lontana Asakura, una località posta sullo stretto di Tsushima, di fronte alla Corea, nell'isola di Kyūshū. Tenji assunse la carica di reggente e si insediò nella zona di Yamato, a Naniwa, nel palazzo imperiale Naniwa Nagara-Toyosaki, che era stato la sede della corte durante il regno dello zio Kotoku. Quello stesso anno morì l'imperatrice prima dell'inizio delle operazioni belliche.

### Imperatore
Tenji assunse la reggenza alla morte della madre (ma non diventò subito ufficialmente monarca) e portò la capitale ad Ōmi-kyō, nella zona di Ōtsu, nell'odierna prefettura di Shiga, dove fece erigere il nuovo Palazzo Imperiale Ōmi no Miya, detto anche Palazzo Ōtsu no Miya. Non regnò con l'attuale titolo imperiale di "sovrano celeste" (tennō?, 天皇), che secondo buona parte della storiografia fu introdotto per il regno del fratello, l'imperatore Tenmu. Il suo titolo fu "grande re che governa tutto quanto sta sotto il cielo" (Sumeramikoto o Amenoshita Shiroshimesu Ōkimi?, 治天下大王), oppure anche "grande re di Yamato" (ヤマト大王/大君).
Nell'agosto del 661, poco aver assunto la reggenza, 170 navi giapponesi con a bordo circa 5 000 soldati giunsero nel territorio ancora controllato dai rivoltosi di Paekche. All'inizio del 662 le forze di Yamato ricevettero i rinforzi, 27 000 uomini al comando di Kamitsukeno no Kimi Wakako (上毛野君稚子) e 10 000 guidati da Iohara no Kimi (廬原君). La guerra ebbe fine nel 663, con la disfatta giapponese nella battaglia di Baekgang, che pose fine alla storia del regno di Paekche.
Nel 668 diventò formalmente sovrano, ma non con il titolo di Tennō, che entrò in uso con suo fratello.
Tenji proseguì la strada delle riforme cominciate con gli editti di riforma di Taika, che vennero rivisti e trasformati in codice da Fujiwara no Kamatari, nuovo nome del suo alleato Nakatomi no Kamatari. Fu il primo codice giapponese di cui si abbia notizia, in seguito andato perduto, prese il nome di codice Ōmi-ryō, venne promulgato nel 662 ed era composto da 22 volumi riguardanti l'amministrazione del Paese. Il codice si ispirò all'ordinamento giuridico-amministrativo cinese della dinastia Tang nonché agli insegnamenti del confucianesimo, e sarebbe stato alla base dell'organizzazione statale per molti dei secoli successivi.
Durante il regno del suo successore Tenmu (672-686) fu preparata la revisione del codice Ōmi-ryō insieme a nuove leggi di diritto penale. La revisione fu distribuita negli uffici governativi solo nel 689. Il successivo codice Taihō del 701 fu il primo codice giapponese ritsuryō che comprendesse sia il codice penale (ritsu) che quello amministrativo (ryō).
Tenji morì nel 672 e le sue spoglie sono tuttora custodite nel mausoleo Yamashina no misasagi, che si trova a Yamashina-ku, odierno distretto della municipalità di Kyoto.

### Poesia
Quattro sue poesie sono presenti nel Man'yōshū, è rispettato come il fondatore della dinastia Heian, e la seguente poesia è stata scelta da Fujiwara no Teika come prima nella popolare antologia di Hyakunin isshu:
(Hyakunin isshu n.1)

## Discendenza
Tenji si sposò con Yamatohime (倭姫王), che non gli diede figli. Ebbe altre quattro consorti e diverse concubine, ed ebbe in totale 10 figlie femmine e due maschi. Dapprima nominò il fratello Ōama principe ereditario, facendogli sposare due delle figlie, le principesse Sasara e Oku. In seguito, il primo dei suoi figli maschi, Ōtomo, prese il posto di Ōama come erede al trono e, alla morte di Tenji, divenne imperatore con il nome di Kōbun. Ōama non si diede per vinto, dopo otto mesi di regno di Kōbun, lo sconfisse nella guerra jinshin e salì al trono con il nome di Tenmu.
Due delle figlie di Tenji divennero in seguito imperatrici, Genmei e Jitō, mentre il secondo dei suoi figli maschi fu il padre dell'imperatore Kōnin.